# Castigo de campo
Se llama castigo de campo a la pena militar aplicada «en el campo», mientras que una unidad está en servicio activo en tiempo de guerra. Más específicamente, se refiere generalmente a «Castigo de Campo Número Uno», un castigo común por parte de los ejércitos británicos y de la Commonwealth (Comunidad Británica de Naciones) durante la Primera Guerra Mundial.

## Primera y Segunda Guerra Mundial - Fuerzas Británicas y de la Commonwealth
El Castigo de Campo se introdujo en 1881 tras la abolición de la flagelación, y era un castigo común durante la Primera Guerra Mundial. Un comandante podría adjudicar castigo de campo durante 28 días, mientras que una corte marcial podría aplicarlo hasta por 90 días, ya sea como Castigo de Campo Número Uno o Castigo de Campo Número Dos. El Castigo de Campo Número Uno, a menudo abreviado como "FP No. 1" o simplemente "No. 1", consistía en que el hombre declarado culpable de ser colocado en grilletes y esposas o restricciones similares y atado a un objeto fijo, como una rueda de arma de fuego, para un máximo de dos horas por día. Durante la primera parte de la Primera Guerra Mundial, el castigo fue aplicado a menudo con los brazos de los soldados extendidos y sus piernas atadas, dando lugar al apodo de "crucifixión". Esto se aplicó comúnmente durante tres días de los cuatro de castigo, hasta 21 días de castigos aplicandose en algunos casos. Se aplicaba generalmente en campos de castigo establecidos para este fin a unos kilómetros detrás de la línea del frente, pero cuando la unidad estaba desplegada cerca del frente, los castigos se llevaban a cabo dentro la propia unidad. Se ha alegado que este castigo se aplicó algunas veces dentro del alcance directo del fuego enemigo. Durante la Primera Guerra Mundial el Castigo de Campo Número Uno fue aplicadoo por el Ejército británico en 60210 ocasiones.
Los objetores de conciencia que habían sido reclutados para el ejército fueron tratados de la misma manera que cualquier otro soldado, así que cuando negado a obedecer las órdenes que se les dio, por lo general se les aplicaba el Castigo Campo Número Uno. Alfred Evans, quien fue enviado a Francia, donde sería condenado a muerte (posteriormente conmutada) con 34 otros afirmaban que "era muy incómodo, pero ciertamente no es humillante". Algunos objetores de conciencia veían el F.P. N º 1 como una insignia de honor.
Aunque el Manual de la Ley Militar de 1914 declaró específicamente que el Castigo de Campo no debe ser aplicado de tal manera que cause daño físico, en la práctica los abusos eran moneda corriente. Por ejemplo, el prisionero era deliberadamente colocado en posiciones de estrés, con los pies no tocando el suelo completamente. El objetor de conciencia neozelandés Archibald Baxter hizo un relato particularmente gráfica de su experiencia con el Castigo del Campo Número Uno en su autobiografía "No Cesaremos".
En el Castigo de Campo Número Dos, el detenido era puesto en grilletes y esposas, pero no se lo ataba a un objeto fijo y todavía era capaz de marchar con su unidad. Este era un castigo relativamente tolerable.
En ambas formas de castigo de campo, el soldado también era sometido a trabajos forzados y la pérdida de salario.
El Castigo de Campo Número Uno fue abolida finalmente en 1923, cuando una modificación de la Ley del Ejército que prohibía específicamente el apego a un objeto fijo fue aprobado por la Cámara de los Lores. Sin embargo, los castigos físicos seguían siendo aplicados (aunque rara vez impuesta) en los tiempos de paz.
Durante la Batalla de Dunkerque (1940), el Mayor D.F. Callander del Regimiento de Fusileros Cameronianos de Escocia, informó que sus hombres fueron "muy indisciplinados", con una alta incidencia de enfermedades venéreas y difícil de controlar cuando estaban borrachos. Alrededor de seis cameronianos había que estaquear cada noche, como modo de castigo, incluso en el frío extremo.

## Guerra de Vietnam
Según el autor Paul Ham, los soldados conscriptos australianos encontrados dormidos en sus puestos guardia en la Guerra de Vietnam, eran prontamente sentenciados a 28 días de Castigo de Campo, por lo general en la forma de trabajo duro y perdían una semana de pago. En su primera gira por Vietnam, una unidad de artillería de campaña australiana estuvo bajo mucho escrutinio en la prensa como resultado del "Asunto O'Neill". En febrero de 1966, el soldado conscripto Peter O'Neill de 20 años de edad, quien había sido acusado de ser un desertor por haber estado Ausente sin Permiso de su puesto como centinela, no se presentó en el desfile de acusados que tenían que someterse a los castigos campo. El comandante de la batería, el mayor Peter Tedder había ordenado que O'Neill fuera esposado como castigo en un pozo de armas pesadas durante 20 días en la base aérea de Bien Hoa, pero fue puesto en libertad y trasladado a servir tiempo en la cárcel militar en Holsworthy en las afueras de Sídney cuando preguntas fueron planteados en el parlamento australiano.
Los soldados neozelandeses que combatieron en Vietnam con V Force (Fuerza de Vietnam), tampoco estaban exentos de los castigos de campo con algunos soldados encontrándose encerrados como castigo en el interior de grandes contenedores de acero de transporte por un tiempo considerable en el calor sofocante.

## Legión Extranjera Francesa
La Legión Extranjera francesa también tuvo su propia forma de castigos físicos. Un legionario en la década de 1990, Gareth Carins fue testigo de primera mano de este castigo de campo. Mientras se encontraba bajo entrenamiento, un recluta llamado Schuhmann fue descubierto haber abandonado el campamento de formación. Carins en el libro Voices of the Foreign Legion: The French Foreign Legion in Its Own Words (Voces de la Legión Extranjera: La Legión Extranjera Francesa en sus Propias Palabras) describe cómo vio a Schuhmann desplomado abajo de un poste de bandera: «Sus muñecas estaban atados juntos detrás del asta de la bandera, al igual que sus tobillos, por lo que era imposible ponerse de pie, y se vio obligado estar en una especie de posición de rodillas. Podía verle sangre en el lado de su cara.» En el libro Mouthful of Rocks: Through Africa and Corsica in the French Foreign Legion (Boca Llena de Piedras: A través de África y Córcega en la Legión Extranjera Francesa) el ex-legionario y autor Chris Jennings escribe como los reclutas como una forma de castigo, tenían que cavar tumbas en el suelo congelado, donde el hombre condenado pasaría la noche sepultado hasta la cabeza.

## Fuerzas argentinas en Malvinas
De acuerdo con Ernesto Alonso, miembro fundador del Centro de Excombatientes de Islas Malvinas de La Plata (CECIM), los cuadros argentinos (oficiales y suboficiales) ordenaron el estaqueó de al menos 15 conscriptos durante la guerra de las Malvinas. La mayoría eran conscriptos de la X Brigada, quienes se habían quedado dormidos durante sus turnos como centinelas o fueron descubiertos haber ido ausentes sin permiso de sus compañías para robar de los depósitos de alimentos y los habitantes en Puerto Stanley. El soldado conscripto Silvio Katz del Regimiento 3, afirma que el subteniente Eduardo Flores Ardoino le ordenó, junto a otro soldado, a sumergir las manos en un charco de agua congelada como modo de castigo por desertar a sus compañeros.
El subteniente Gustavo Malacalza del Regimiento 12 de la Brigada III, fue acusado de haber estaqueado a tres soldados conscriptos por haber abandonado sus puestos para ir en busca de comida y revelar sus posiciones con armas de fuego. Oscar Núñez, recuerda que él y otro soldado, estaban carneando una oveja cuando fueron descubiertos por Malacalza, quien junto a otros conscriptos "empezaron a patearnos y pisotearnos, finalmente llegó el estaqueo."
A pesar de la amenaza de los castigos sobre el terreno, cuatro soldados conscriptos (Carlos Alberto Hornos, Pedro Vojkovic, Alejandro Vargas y Manuel Zelarayán) se escaparon del Regimiento 7 de la Brigada X, y usando un bote de madera intentaron confiscar los bienes que se decía se encontraban dentro la casa abandonada de un estanciero, cerca del río Murrell. Desafortunadamente para los cuatro involucrados, su barco pego contra una mina antitanque al regresar de su incursión el 8 de junio, matándolos en la orilla.
Incluso los refuerzos argentinos informaron casos de indisciplina. El soldado Sigrid Roberto Kogan del Regimiento de Patricios, después de haberse escapado varias veces por los campos minados para ir de compras en la capital malvinense, pasó por la desagradable experiencia de ser golpeado varias veces por su comandante de pelotón como castigo, y aunque el oficial uso guantes de boxeo como protección para ambos, Kogan afirma que todavía sufrió una nariz rota como resultado.
En 2007, la ministra de defensa de Argentina, Nilda Garré, reconoció que las normas militares vigentes durante la guerra de las Malvinas, que en otros ejércitos eran conocidos como castigo de campo, permitía el estaqueo de conscriptos en el caso de que no existieran cárceles:  «Es una crueldad y de un sadismo insólito, pero es cierto que estaba en las normas».